# Beuron
Beuron é um município localizado no distrito de Sigmaringen, em Baden-Württemberg, Alemanha.